# Chełmsko Śląskie (stacja kolejowa)
Chełmsko Śląskie – zlikwidowana stacja kolejowa w Chełmsku Śląskim, w województwie dolnośląskim, w Polsce.